# Cephalaria kotschyi
Cephalaria kotschyi là một loài thực vật có hoa trong họ Kim ngân. Loài này được Boiss. & Hohen. mô tả khoa học đầu tiên năm 1849.